# Placosternus difficilis
Placosternus difficilis är en skalbaggsart som först beskrevs av Louis Alexandre Auguste Chevrolat 1862.  Placosternus difficilis ingår i släktet Placosternus och familjen långhorningar.
Artens utbredningsområde är:
- Bahamas.
- Kuba.
- Honduras.

Inga underarter finns listade i Catalogue of Life.